# The Shepherd King (filme)
The Shepherd King é um filme mudo do gênero drama produzido nos Estados Unidos, dirigido por J. Gordon Edwards e lançado em 1923 pela Fox Corporation.